# Solieria munda
Solieria munda är en tvåvingeart som beskrevs av Richter 1975. Solieria munda ingår i släktet Solieria och familjen parasitflugor. Inga underarter finns listade i Catalogue of Life.